# 罗什莱博普雷
罗什莱博普雷（法語：Roche-lez-Beaupré，法語發音：[ʁɔʃ lɛ bopʁe]），法国东部城市，勃艮第-弗朗什-孔泰大区杜省的一个市镇，隶属于贝桑松区，其市镇面积为5.63平方公里，2022年1月1日时人口数量为2,185人，在法国城市中排名第4,959位。
罗什莱博普雷位于杜省西部，省会贝桑松市区东北部，杜河右岸，省道D683线穿过镇中心。

## 地名来源
罗什莱博普雷最初可能于1256年以“Roche sur le Doubs”的形式被记载；“Beaupré”则是其附近的一处称地。“Roche-lez-Beaupré”自1962年起成为当地官方名称。

## 历史
罗什莱博普雷的早期历史尚不清楚。根据当地官方网站的论述，罗什莱博普雷始建于1298年，彼时西孔家族将该地卖给了贝桑松主教厄德。此后，罗什境内出现了一座三一小教堂。1586年，中枢安托万·佩尔诺·德格拉韦勒曾短居于罗什。法国大革命后，罗什莱博普雷成为杜省的一个市镇，并在1793至1801年间成为罗什县（Canton de Roche）的县治。工业革命期间，途径罗什的罗讷河—莱茵河运河及多勒—贝尔福铁路相继建成。罗什境内曾出现一座钟表厂，后仅经历十余年后即倒闭。自20世纪中后期以来，得益于贝桑松的城市扩张，罗什莱博普雷的人口数量逐年增加，当地兴建了多处居民建筑。

## 地理

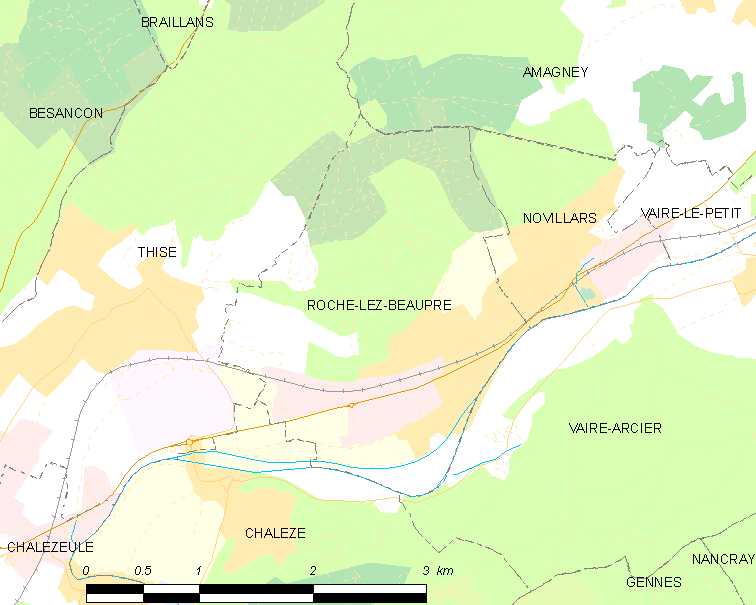
罗什莱博普雷市镇范围地图

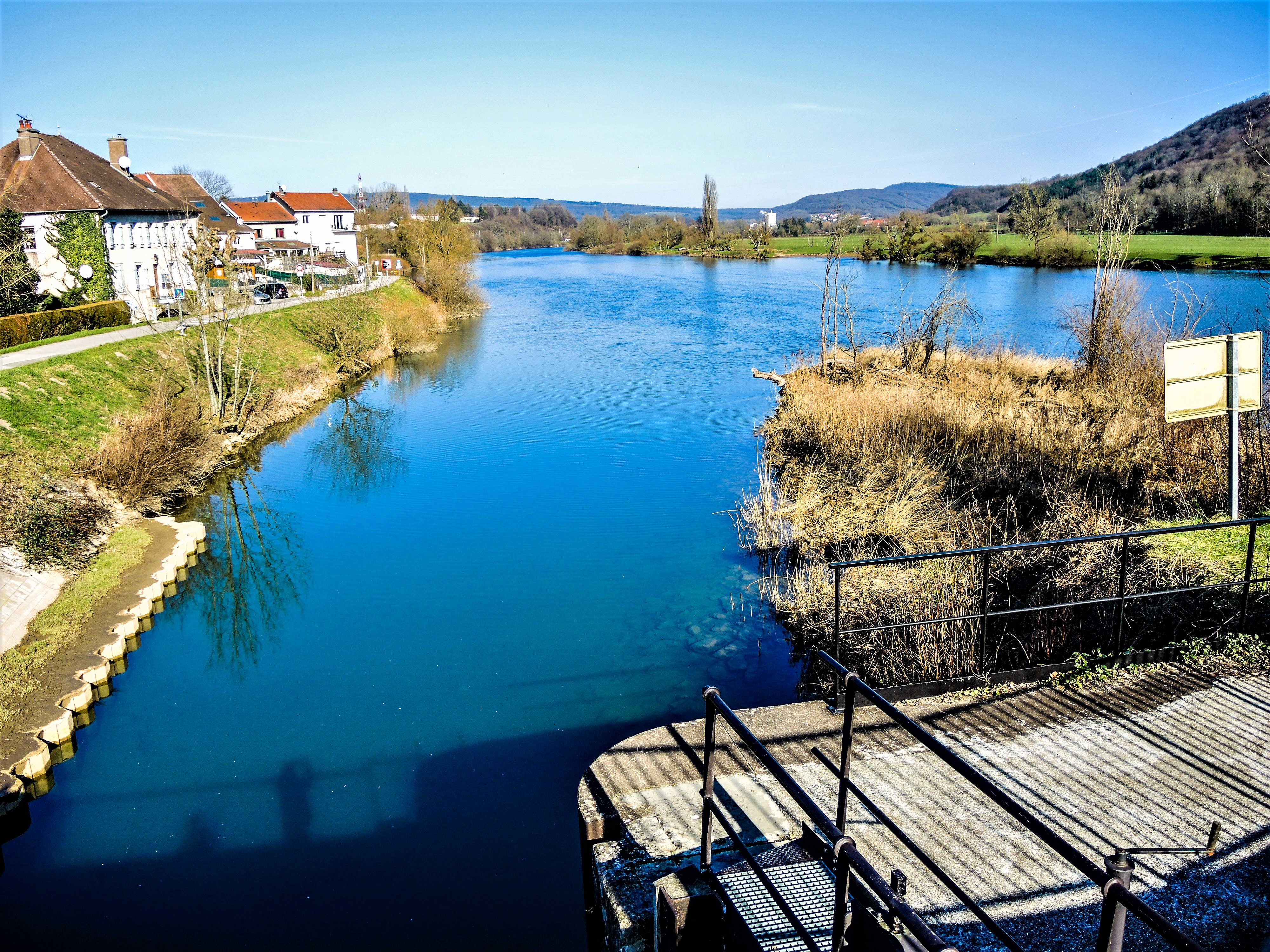
杜河罗什莱博普雷段

罗什莱博普雷位于法国东部，勃艮第-弗朗什-孔泰大区东部和杜省西部，距离省会贝桑松大约9公里。与罗什莱博普雷接壤的市镇包括：阿马涅、沙莱兹、诺维拉尔、蒂斯和韦尔。

### 地形
罗什莱博普雷位于杜河河谷内，汝拉山西北延伸地带，境内以平原为主，市镇中心区域地势较为平坦，市区西北部为坡地，全境海拔在242到339米之间。

### 水文
杜河自东向西流经罗什莱博普雷市镇南界，与之平行的罗讷河—莱茵河运河从河流右岸平行穿过。

### 植被
罗什莱博普雷属于温带阔叶混交林区，林地多分布于河流附近及坡地地带，市镇范围西部和西北部分布为韦尔树林（Bois de Vaire）和罗什树林（Bois de Roche）。
在鲜花城市的评比中，罗什莱博普雷暂未被评级。

### 气候
罗什莱博普雷在柯本气候分类法中属于带有一定大陆性气候特征的温带海洋性气候（Cfb）。

## 行政区划
罗什莱博普雷的市镇编号为25495，邮政编号为25220。
在行政管理方面，罗什莱博普雷隶属于法国勃艮第-弗朗什-孔泰大区杜省贝桑松区；在地方选举方面，罗什莱博普雷隶属于贝桑松第五县，其市镇范围全境被划入杜省第二选区；在社会管理方面，罗什莱博普雷是大贝桑松城市公共社区的组成部分。
截至2024年8月，罗什莱博普雷市镇范围内暂无任何城市敏感街区及城市政策优先街区。
法国国家统计与经济研究所（简称“INSEE”）在进行数据统计时，未将罗什莱博普雷划入任何城市核心区（Unité urbaine），并将包括核心区在内的周边共312个市镇划为贝桑松城市区。自2020年起，贝桑松城市区被包含310个市镇的贝桑松城市辐射区代替。此外，INSEE还将罗什莱博普雷市镇整体看作一个“块区”（IRIS），以便于统计人口分布情况。

## 交通

### 公路
杜省省道D683线横贯罗什莱博普雷全境。
2020年，86.6%的罗什莱博普雷家庭拥有至少一辆私人汽车。2022年，罗什莱博普雷境内共发生各类交通事故1起，造成1人重伤。
| 4.1 | 12 |

| 贝桑松 | 10 |

| 沙勒泽勒 | 5 |

| 杜河畔利勒 | 49 |

### 铁路

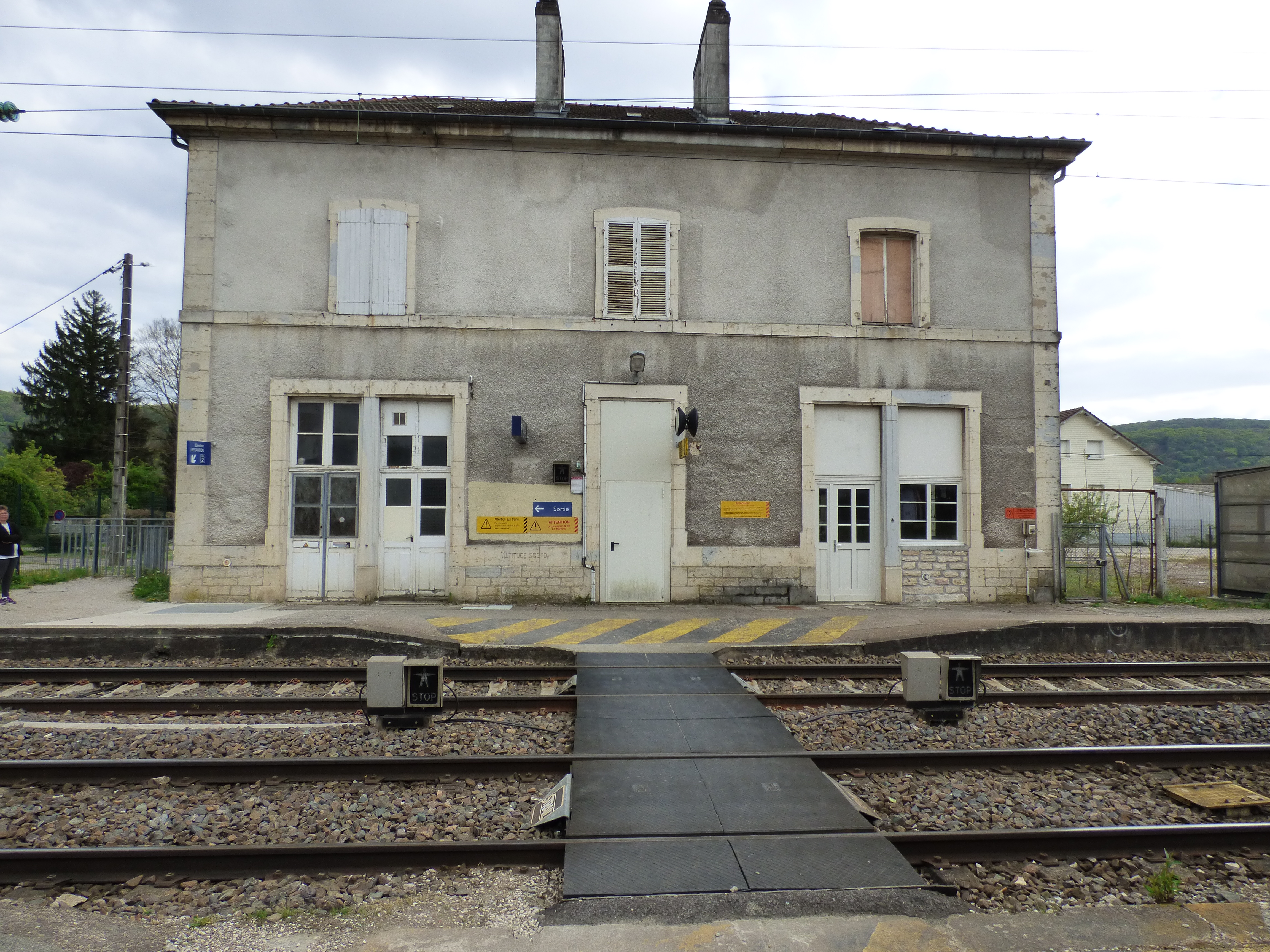
罗什莱博普雷火车站内的人行平交道口

罗什莱博普雷位于多勒—贝尔福铁路上。罗什莱博普雷站位于市区北部，停靠往返于贝桑松和贝尔福一线的区域列车。

### 航空
罗什莱博普雷距离多勒机场的公路里程大约69公里。

### 城市公共交通
罗什莱博普雷是贝桑松城市公共交通（商业名称为）的服务范围，后者是贝桑松城市公共社区的城市公共交通系统。截至2024年8月，该系统共包括两条有轨电车线路和数十条公交线路，其中公交73路和74路经过罗什莱博普雷市区。

## 政治

### 市政内阁

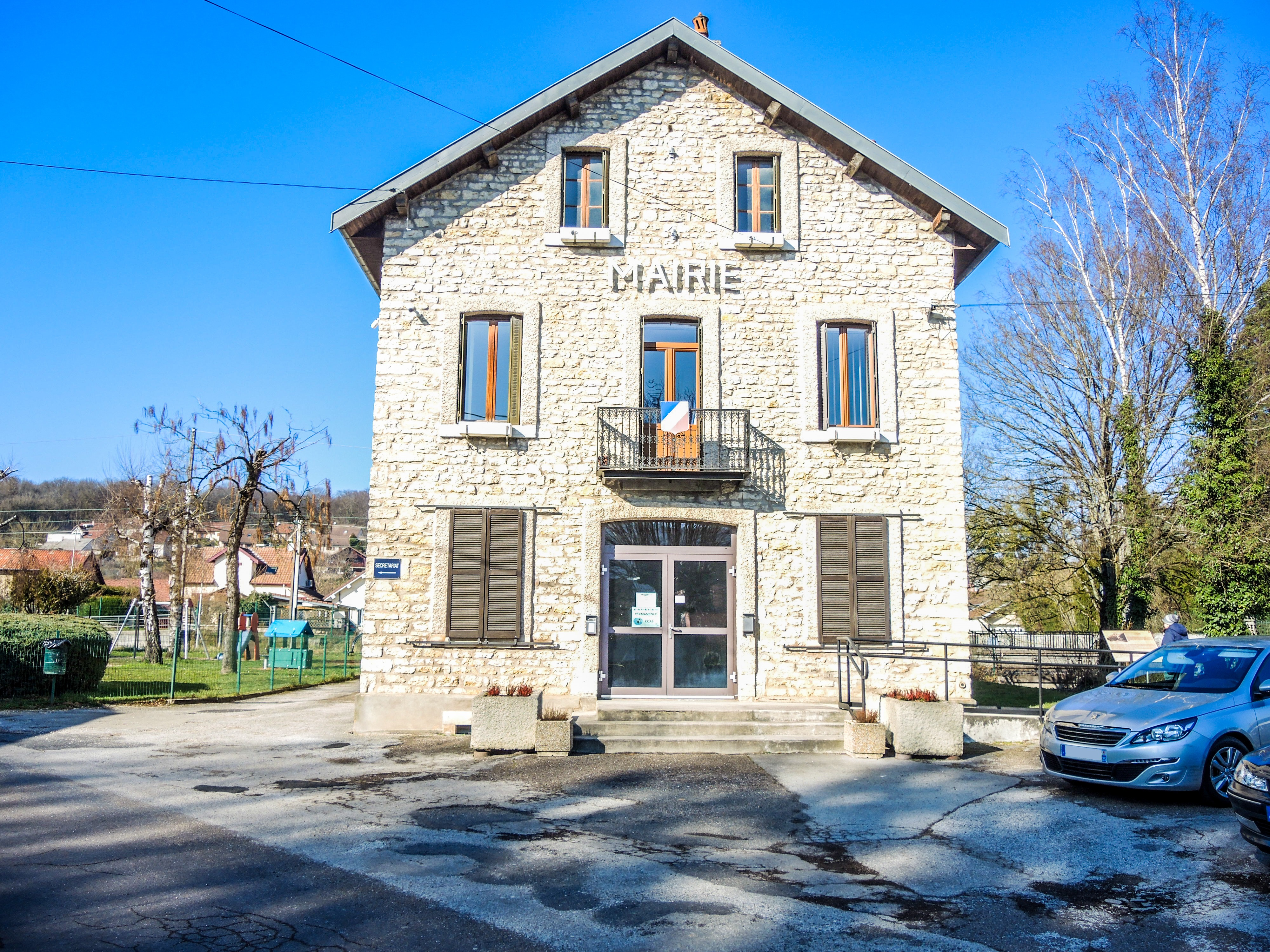
罗什莱博普雷市政厅

罗什莱博普雷的现任市长为雅克·克里热先生（Jacques KRIEGER），他是一名右翼无党派人士，在2020年的市政选举中获得了69.53%的支持率。
在2022年的法国总统大选的第二轮选举中，法国第25任总统埃马纽埃尔·马克龙在罗什莱博普雷获得了56%的支持率。

## 人口
2021年，罗什莱博普雷市镇人口数量为2,210，在法国排名第4,959位。其中男性1,052人，女性1,117人，75岁及以上人口占9.1%，外籍人口数量为54人，人口密度为393人/平方公里，当地居民被称为（男性）或（女性）。2022年，罗什莱博普雷境内出生15人，死亡人口26人。
| 罗什莱博普雷1901年－2021年人口变化情况 |
|                                        |
| 数据来源：Cassini、INSEE               |

## 经济
截至2024年8月，罗什莱博普雷市镇范围内共有各类用人单位（包含自雇）366家，平均历史为16年，其中99.11%为中小型企业（PME），2024年6月至8月间，当地的经济活力指数为0。（肥料）、（汽车配件）及（暖气安装）是当地2022年已公布营业额最高的三个企业，分别为77,315,369欧元、13,794,847欧元和1,722,481欧元。

## 财政与居民收入
2022年，罗什莱博普雷的财政收入总额为1,330,260欧元，财政支出总额为1,223,600欧元，当年的债务总额为499,550欧元。2022年，罗什莱博普雷市镇通过增值税获得19,460欧元的收入，此外当地还共获得了31,070欧元的国家直接财政补助。
| 罗什莱博普雷居民收入情况                         | 罗什莱博普雷居民收入情况 | 罗什莱博普雷居民收入情况 | 罗什莱博普雷居民收入情况 |
| 内容                                             | 罗什莱博普雷             | 法国                     | 统计年份                 |
| ------------------------------------------------ | ------------------------ | ------------------------ | ------------------------ |
| 征税家庭总数                                     | 942                      | 1,081（法国市镇平均）    | 2022年                   |
| 居民平均月收入                                   | 2,236欧元                | 2,435欧元                | 2022年                   |
| 高级职员人均月收入                               | 3,865欧元                | 4,331欧元                | 2021年                   |
| 中级职员人均月收入                               | 2,425欧元                | 2,470欧元                | 2021年                   |
| 普通职员人均月收入                               | 1,750欧元                | 1,801欧元                | 2021年                   |
| 贫困率                                           | 10%                      | 14.5%                    | 2020年                   |
| 青壮年（15至64岁）失业率                         | 8.6%                     | 7.4%                     | 2020年                   |
| 征税家庭数量占比                                 | 50.9%                    | 45.5%                    | 2020年                   |
| 家庭年均纳税                                     | 2,975欧元                | 4,393欧元                | 2022年                   |
| 资料来源：INSEE、L'Internaute、Le Journal du Net |                          |                          |                          |

## 社会事务

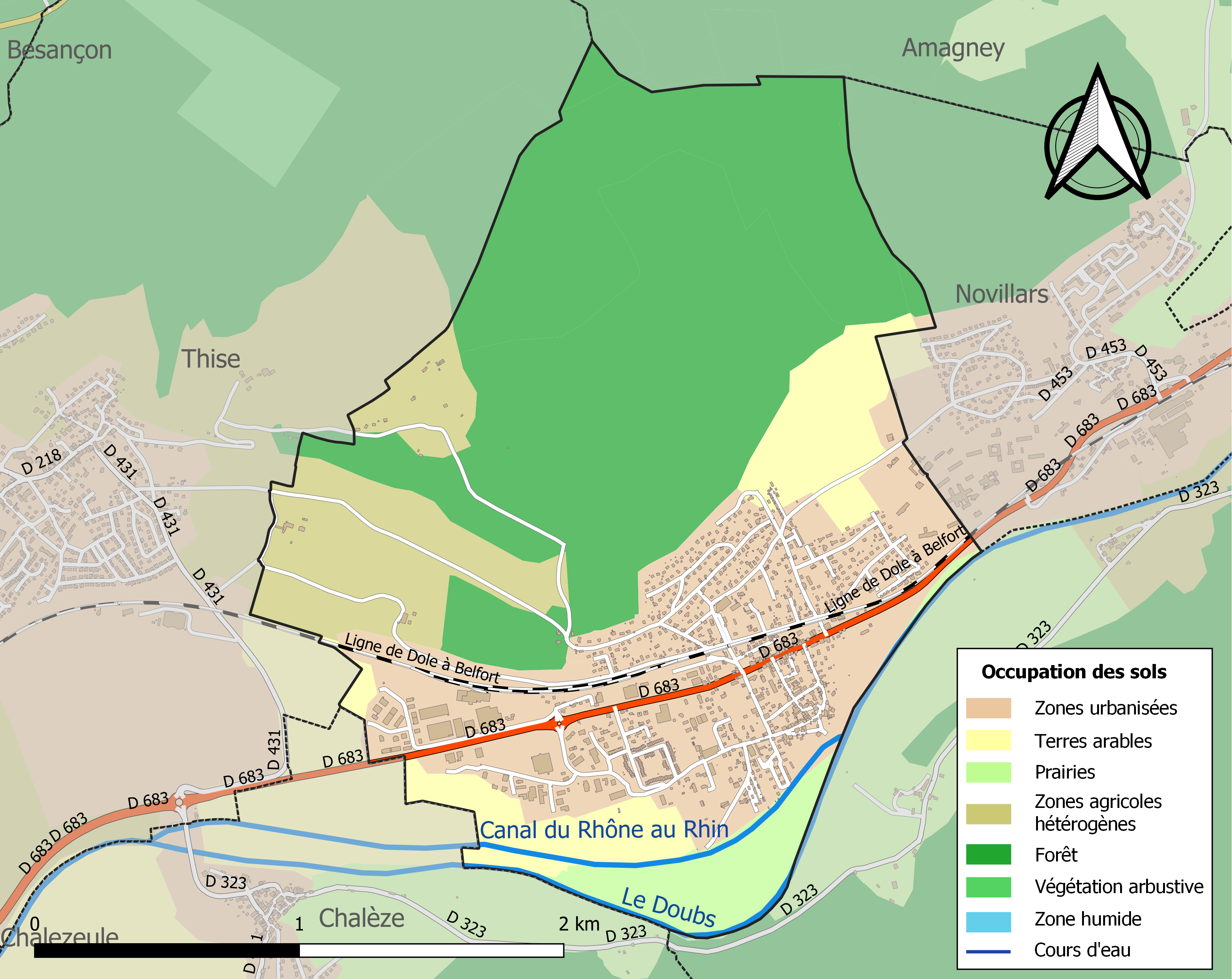
罗什莱博普雷土地利用情况地图

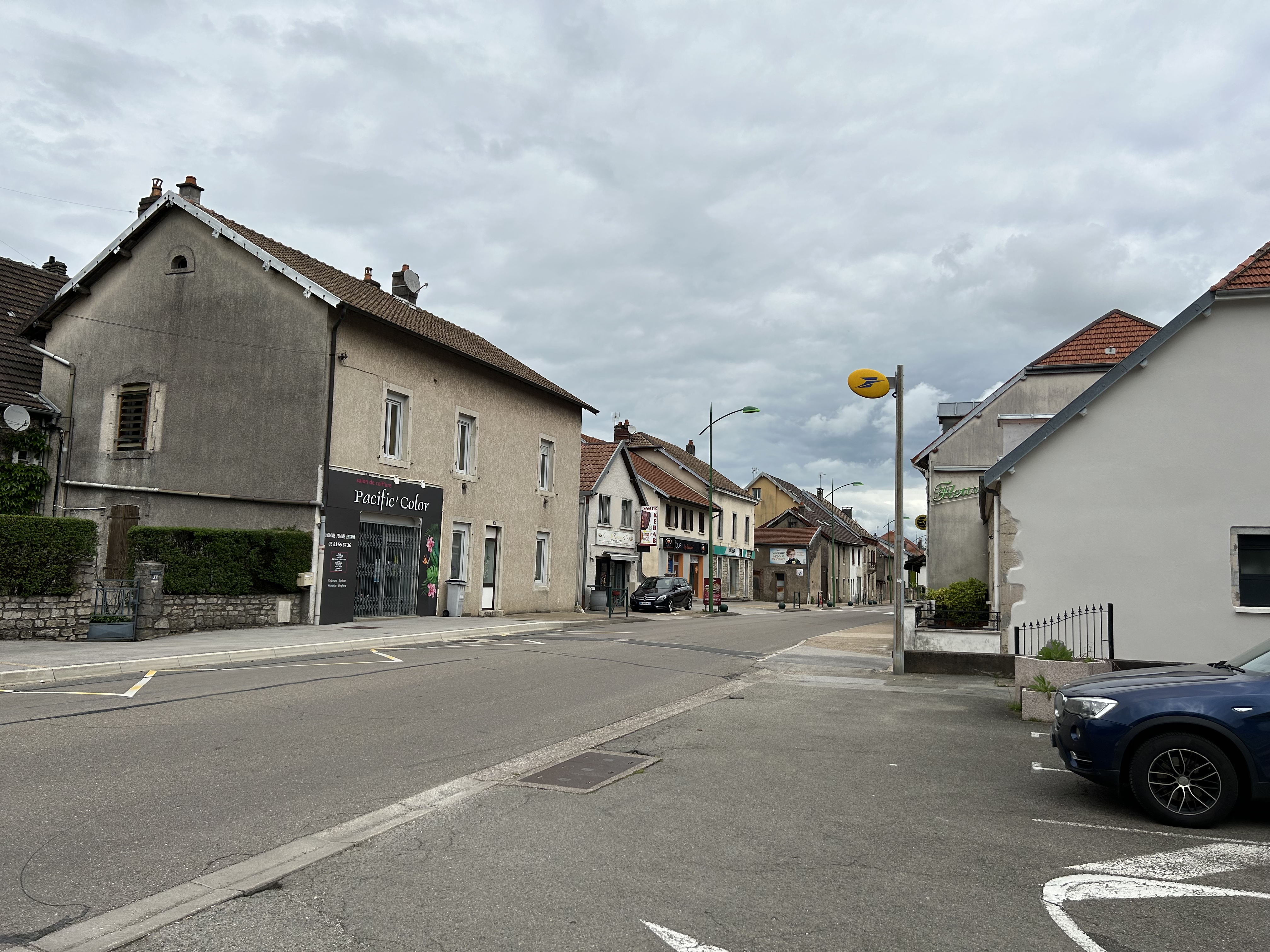
邮局

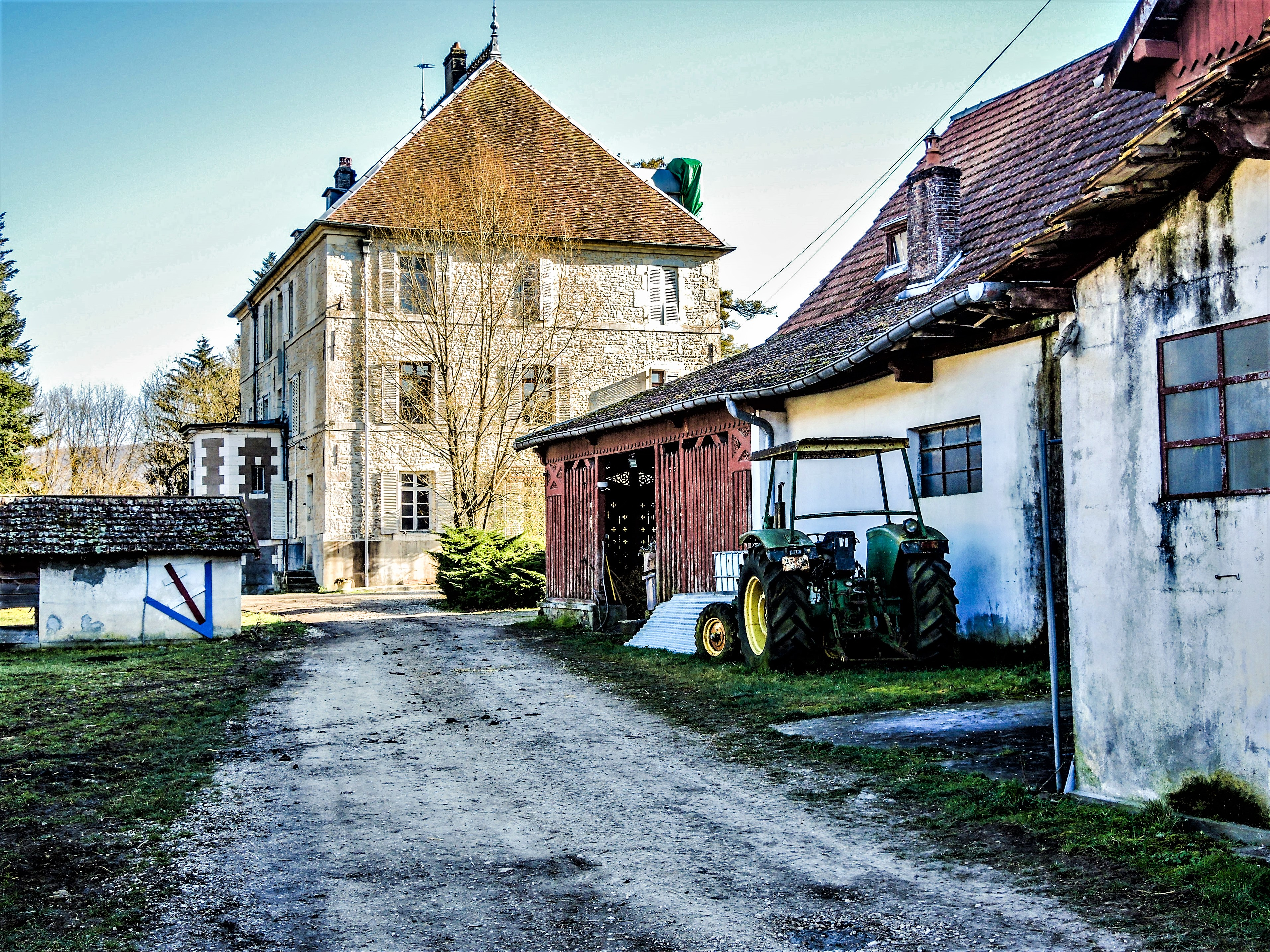
一处庄园民宅

### 教育
罗什莱博普雷属于贝桑松学区。截至2021年1月1日，罗什莱博普雷境内共有1所幼儿园和1所小学。

### 医疗
截至2021年1月1日，罗什莱博普雷境内共有全科医生5名、保健师9名、牙医2名、护士4名和助产士2名。境内共有药房1家。
距离罗什莱博普雷最近的区域性医疗机构为贝桑松大学中心医院，后者也是法国的一家大学教学医院，其主病区让·曼若兹医院（Hôpital Jean Minjoz）位于贝桑松市区西部，距离罗什莱博普雷市区的正常车程大约20分钟，该院设有床位1,203个，是杜省规模最大的公立综合性医院。

### 住房
2020年，罗什莱博普雷境内共有各类住房1,053套，其中64.8%为独立式住宅，35.1%为集中式住宅。常住房屋占罗什莱博普雷市镇范围内居民建筑总量的93.5%。
在住房保障政策方面，2022年，罗什莱博普雷境内共有119户家庭获得了住房经济补助，受益人数占总人口数量的5.4%，其中110份为房租补助。

### 商业
2021年，罗什莱博普雷境内共有各类实体商铺67家，其中餐厅5家、大型超市1家、杂货店1家、面包房1家、肉铺1家、书店1家、银行门店1家、美容美发店4家、汽车维修店4家。罗什莱博普雷镇中心西侧建有一家Super U超市。

### 体育
2021年，罗什莱博普雷境内共有1间体育馆、2处网球场、2处足球或橄榄球场以及2处篮球或排球场。
截至2024年8月，罗什莱博普雷境内暂无任何注册足球俱乐部。罗什-诺维拉尔联合会（Entente Roche Novillars，编号502873）是当地的代表性足球队，其注册地为诺维拉尔，其主队2024至2025赛季参加勃艮第-弗朗什-孔泰大区足球联赛丙组（法国第八级别），其主场为位于诺维拉尔的市际球场（Stade Intercommunal）。

### 环境
罗什莱博普雷的环境事务由其所属的大贝桑松城市公共社区联合各级政府协调负责。2021年，罗什莱博普雷境内共有2家污染企业。

### 治安
罗什莱博普雷及其附近的共255个市镇是贝桑松国家宪兵队（zone gendarmerie de Besançon）的管辖范围。2020年，该宪兵队累计记录各类案件3,249起，其中盗窃类案件1,623起，经济类案件531起，毒品交易类案件157起。

## 文化

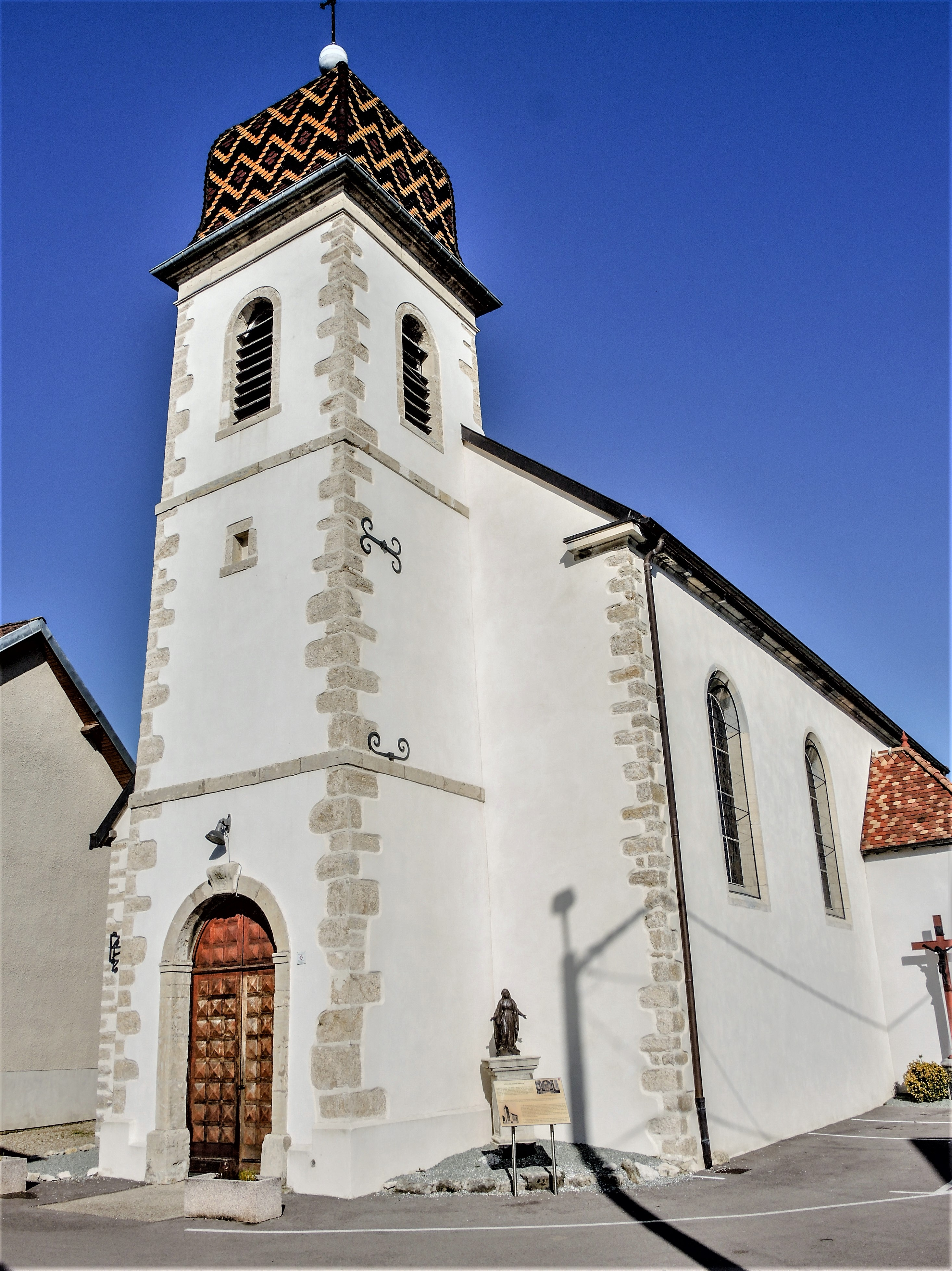
圣约瑟夫教堂

2021年，罗什莱博普雷境内暂无任何文化设施。罗什莱博普雷境内建有图书馆（Bibliothèque），每周一、三、六向公众开放（学生假期期间仅周一开放）。

### 建筑
罗什莱博普雷境内有多处历史建筑，其中镇中心的圣约瑟夫教堂（Église Saint-Joseph de Roche-lez-Beaupré）是当地的地标性建筑物。

### 旅游
罗什莱博普雷的旅游事务由其所属的大贝桑松城市公共社区联合各级政府协调负责。2023年，罗什莱博普雷境内暂无任何游客接待设施ref name=loisir/>。

### 媒体
法国主要的媒体均可在罗什莱博普雷接收，法国电视三台下属的勃艮第-弗朗什-孔泰大区频道在部分时段播出罗什莱博普雷所在杜省的地方新闻。

## 相关人物
法国皮划艇运动员米歇尔·沙皮伊出生于罗什莱博普雷。

## 友好城市
截至2024年8月，罗什莱博普雷共与一座城市建立了友好城市关系：
- 西班牙 圣布里希达